# Tok (affluente della Zeja)
Il Tok (in russo Ток?) è un fiume della Siberia Orientale, affluente di destra della Zeja (bacino idrografico dell'Amur). Scorre nel Zejskij rajon dell'Oblast' dell'Amur, in Russia.
La sorgente del fiume si trova sulle pendici settentrionali dei monti Taaga. Il fiume scorre prima verso nord e poi gira verso sud fino a incontrare la Zeja a 946 km dalla foce, circa 25 km a monte del villaggio di Bomnak. Il Tok alla foce si divide in diversi rami. La sua lunghezza è di 251 km; il bacino del fiume è di 6 420 km².